# كاثرين باشفورد
كاثرين باشفورد (بالإنجليزية: Katherine Bashford)‏ هي مهندسة معمارية ومهندسة المناظر الطبيعية أمريكية، ولدت في 18 أغسطس 1885 في بريسكوت في الولايات المتحدة، وتوفيت في 3 يونيو 1953.